# Ти Дик
Ти Дик (в'єт. Tự Đức tɨ˧˨ ɗɨk̚˧˦, хан ти 嗣德, букв. «Спадкова доброчесність»; 22 вересня 1829 — 17 липня 1883) — 4-й імператор династії Нгуєн в державі Дайнам, який володарював в 1847—1883 роках. За його часів почалося військове втручання Франції, втрачено південні провінції. Останній незалежний імператор В'єтнаму. Храмове ім'я Нгуєн Зик Тонг.

## Життєпис
Син імператора Тхієу Чі та імператриці Ти Зу. Народився 1829 року в Хюе, отримавши ім'я Фук Хонг Ням. Виховувався в конфуціанському дусі, став прихильником консерваторів та противником іноземців. Оголошений своїм батьком спадкоємцем трону в обхід іншого сина Хонг Бао.
У 1847 році після смерті Тхієу Чі став новим імператором Дайнаму. Під час отримання влади проти нього виступив Хонг Бао, але Ти Дик швидко придушив цей заколот.
Продовжив політику ізоляціонізму відмовляючись від проектів модернізації країни. Водночас підтримував гарні стосунки з імперією Цін. Також переслідував християнські громади, в яких розглядав ворогів династії. 1848 року видав наказ усім своїм підданим-християнам зректися релігії, за відмову від цього їх карали татуюванням з написом єретик. Водночас затримувати європейських місіонерів, за що владою сплачувалося 300 лангів сріблом. 1849 року відправив флотилію на допомогу британській та цінській ескадрам, які в битві на річці Хонгха завдали поразки китайським піратам на чолі із Шап Нг-Цаєм
У 1851 році Франція, де фактичну владу захопив Наполеон Бонапарт, вирішила втрутитися у в'єтнамські справи. Спочатку відправилено декілько місій щодо забезпечення прав католицьких місіонерів у Дайнамі. Втім імператор Ти Дик усіляко їм перешкоджав, сподіваючись на підтримку Китаю. 1954 року видав наказа, яким заборонялося входження європейських суден до портів Дайнаму. Іншим наказом християнських місіонерів страчували. У 1857 році відбувся конфлікт з французьким представником Шарле де Монтін'ї, який у відповідь на негречне ставлення наказав бомбардувати порт Дананг.
У 1858 році Франція підписала з імперією Цін Тяньцзінський договір, що на деякий час перервав Другу опіумну війну. В результаті французькі війська отримали можливість діяти в Дайнамі. Їм на допомогу прибули іспанські колоніальні загони з Філіппін в якості помсти за страту іспанського місіонера. Франко-іспанська армія висадилася в Кохінхіні, завдавши поразки в'єтнамській армії, а 1859 року окупувала Сайгон. Імператор Ти Дик виявив нерішучість в організації спротиву, водночас був вражений технічною перевагою європейців. Втім лише 1861 року настав перелам на користь європейців. Зрештою Ти Дик погодився 1862 року укласти Сайгонський договір, за яким Дайнам поступався Франції південними провінціями Зядінь, Діньтионг, Б'єнхоа, островом Кондао (склали французьку колонію Кохінхіна); сплачував контрибуцію в розмірі 20 млн франків, надавав права вільної торгівлі в портах Дананг, Балак, Куанган, розширив доступ католицьких місіонерів в країну, поступився Франції своїми правами на Камбоджу.
Втім Ти Дик усіляко затягував ратифікацію та виконання Сайгонського договору, розраховуючи знайти союзників та змусити окупантів залишити Дайнам, оскільки ті страждали через важкий клімат та хвороби. В Кохінхіні почалася партизанська війна, оскільки армія Ти Дика у відкритому бою не могла протистояти ворогові. 1864 року Ти Дик відправив посольство до імператора Наполеона III з проханням скасувати Сайгонський договір, проте без успіху. 1867 року французький флот прибув до Тонкіну, де вираховував маршрути просування.
1873 року французький загін спробував захопити Ханой, де стикнувся з партизанами «Чорних прапорів», які зуміли організувати спротив. Зрештою 1874 року Ти Дик погодився на укладання нового договору — «Про мир і союз», за яким до підтвердження пунктів Сайгонського договору поступився ще 3 провінціями, що увійшли до Французької Кохінхіни, та визнавав домінуючі позиції Франції в Тонкіні. Було відкрито французькі консульства в Ханої, Хайфоні та Куїньйоні. Втім Ти Дик планував вибудовувати відносини з Францією на кшталт відносин з Китаєм, номінально визнаючи протекторат. Головним вбачав придушити численні повстання та заворушення в провінціях, які були наслідком жорсткої податкової політики імператора.
Втім у 1875 році Ти Дик був звинувачений французьким послом в порушенні договору від 1874 року в частині надання прав місіонерам та утворенню перепон торгівельним стосункам французів з в'єтнамцями. Імператор був пригніченим, що погіршувала його хвороба. Втім у 1876 році виступив проти намагання французького резидентазбирати податки з в'єтнамських католиків, оскільки усіх незважаючи на віросповідання Ти Дик вважав своїми підданими. 1879 року в прокламації мав намір оголосити себе винним у бідах в'єтнамського народу, проте сановники переконали Ти Дика цього не робити.
У 1882 році капітан Генріх Рів'єр захопив Ханой, а 1883 року його було убито «Чорними прапорами». У відповідь французький уряд оголосив про каральну експедицію проти Дайнаму. В розпал цих подій імператор Ти Дик помер. Трон успадкував його небіж Нгуєн Конг Тонг, якого Ти Дик всиновив.